# 파기원 (이탈리아)

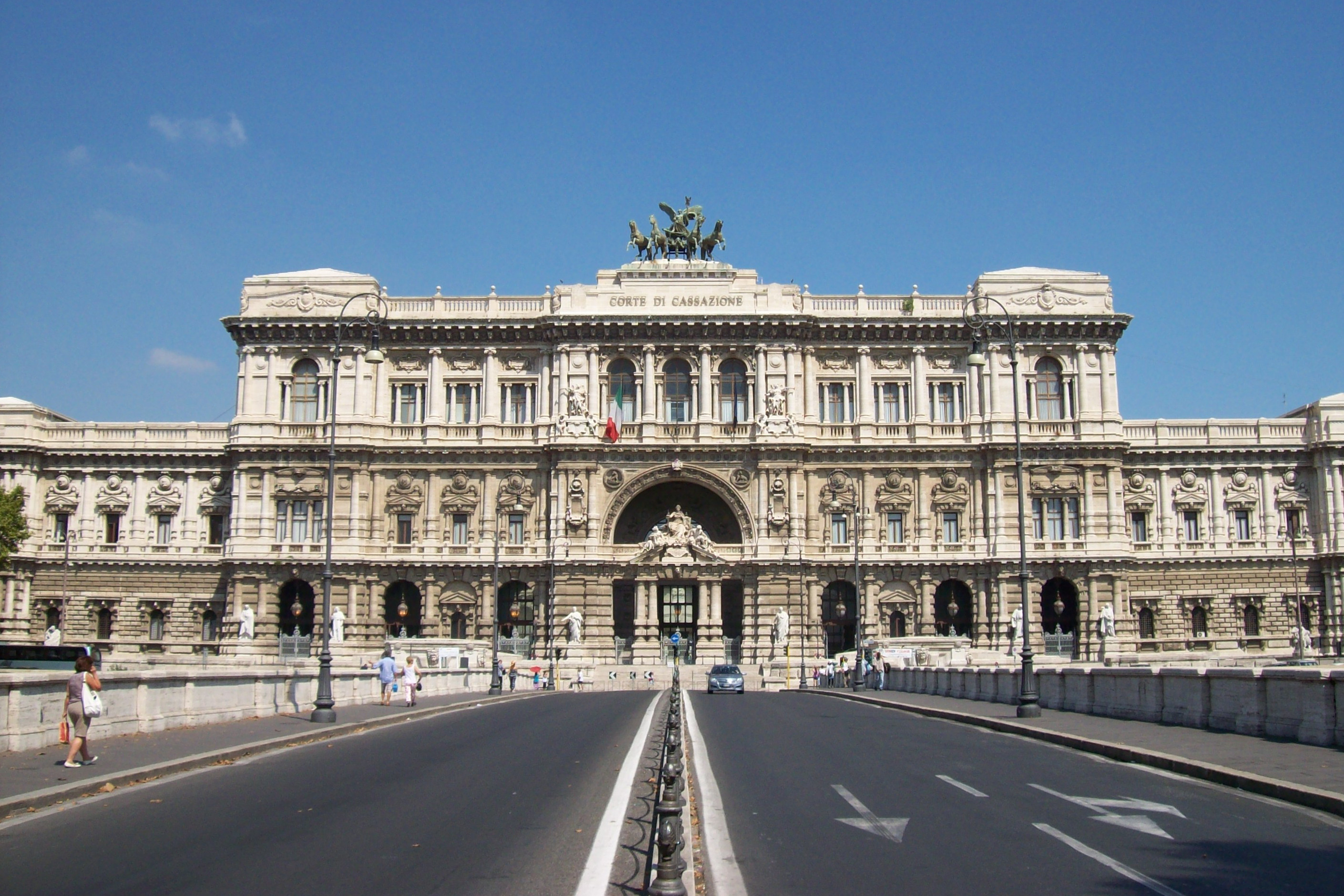
이탈리아 파기원 청사의 모습

이탈리아의 파기원(이탈리아어: Corte Suprema di Cassazione) 또는 파훼원은 이탈리아 사법부에서 일반법원들의 최고상급심(상고심)을 담당하는 최고법원이다. 민사·형사사건을 담당하는 일반법원의 최고법원임을 감안하여 이탈리아 대법원이라고 번역되기도 한다.
이탈리아 파기원은 이탈리아 헌법재판소와의 관계에서 '살아있는 법' 이론의 형성에 큰 역할을 맡고 있는 것으로 평가되고 있다.